# 弓削三男
弓削 三男（ゆげ みつお、1922年（大正11年）11月15日 - 2002年（平成14年）1月26日）は、日本のフランス文学者、翻訳家。早稲田大学名誉教授。

## 経歴
福岡県八女市出身。1950年（昭和25年）に九州大学文学部仏文学科を卒業し、同年に九州大学大学院の特別研究生として在学。翌1951年（昭和26年）に九州大学専任講師となる。1956年（昭和31年）にはフランスのストラスブール大学に、次いで翌1957年（昭和32年）にパリ大学に留学した。
1962年（昭和37年）に九州大学の教授となったのち、1964年（昭和39年）に早稲田大学第一文学部の専任講師となった。さらに翌1965年（昭和40年）に早稲田大学第一文学部の助教授となると、以降1969年（昭和44年）から1970年（昭和45年）まで早稲田大学大学院文学研究科を兼任した。1970年（昭和45年）、早稲田大学第一文学部の教授となる。
1974年（昭和49年）、早稲田大学第一文学部フランス文学専修主任に。1976年（昭和51年）には再度早稲田大学大学院文学研究科を兼任した。1981年（昭和56年）、早稲田大学大学院文学研究科連絡委員に。1986年（昭和61年）、ストラスブール大学大学院へ留学。1993年（平成5年）、早稲田大学を定年退職。同年早稲田大学名誉教授となる。

## 著作

### 著書

#### 翻訳
- ジャン・ケロール『異物』白水社〈新しい世界の文学 46〉、1967年5月。
- レーモン・クノー「レーモン・クノー」『世界詩人全集 第20』新潮社、1969年。
- グザヴィエ・フォルヌレ 著「ある夢」、アンドレ・ブルトン 編『夢の軌跡』国文社〈セリ・シュルレアリスム 2〉、1970年3月。
- ジャン=ルイ・ブーケ 著「ジョワイユーズの泉」、マルセル・シュネデール 編『現代フランス幻想小説』白水社、1970年9月。
- アンドレ・ドーテル 著「見えない村」、マルセル・シュネデール 編『現代フランス幻想小説』白水社、1970年9月。
- アンドレ・ベー 著「スペードの女王」、マルセル・シュネデール 編『現代フランス幻想小説』白水社、1970年9月。
- ジャン＝ピエール・リシャール「フランシス・ポンジュ」『現代詩11の研究』思潮社〈リシャール著作集 3〉、1971年7月。
- ジャン・ケロール『真昼真夜中』白水社〈現代フランス小説 7〉、1971年11月。
- ドミニック・ノゲス 著「書誌選」、ジュルジュ・プーレ 編『現代批評の方法』理想社、1974年6月。
- ジョルジュ・ペレック『物の時代・小さなバイク』白水社〈新しい世界の文学 81〉、1978年2月。
- ジャン・ケロール「他人の愛を生きん」『ベルナノス ケロール』主婦の友社〈キリスト教文学の世界 5〉、1979年3月。
- シドニー＝ガブリエル・コレット「軍帽」『きずな・軍帽』二見書房〈コレット著作集 12〉、1980年4月。
- グザヴィエ・フォルヌレ 著「ある夢」、アンドレ・ブルトン 編『黒いユーモア選集 1』河出書房新社〈河出文庫〉、2007年8月。ISBN 9784309462905。
- ジョルジュ・ペレック『物の時代・小さなバイク』文遊社、2013年5月。
- シドニー＝ガブリエル・コレット『軍帽』文遊社、2015年4月。ISBN 9784892571114。

#### 共訳
- ジャン・ペロル 著、弓削三男・有田忠郎 訳『遠い国から ジャン・ペロル詩集』思潮社、1965年10月。

### 論文
- 「スタンダールとベイリスム」『フランス文学論集』、九州フランス文学会、1953年11月。
- 「スタンダールとイタリヤ・ロマン主義」『独仏文学研究』第4巻、九州大学独仏文学研究会、1954年3月、59-72頁、NAID 110001159978。
- 「スタンダールにおけるアンチノミィ」『フランス文学論集』、九州フランス文学会、1955年11月。
- 「ジャン・シュランベルジェ」『独仏文学研究』第11巻、九州大学独仏文学研究会、1961年3月、1-8頁、NAID 110001160138。
- 「「La Chasse spirituelle」事件について」『独仏文学研究』第12巻、九州大学独仏文学研究会、1962年3月、43-54頁、NAID 110001160144。
- 「ランボーの敗北」『独仏文学研究』第14巻、九州大学独仏文学研究会、1964年12月、31-44頁、NAID 110001160174。
- 「作文 Le français tel qu'on l'écrit」『ふらんす』第40巻第5号 - 第41巻第3号、白水社、1965年5月～1966年3月。
- 「「宇治捨遺物語」抄訳」『ふらんす』第43巻第1号、白水社、1968年1月、46-48頁。
- 「仏訳・平家物語より「敦盛最後」」『ふらんす』第43巻第2号、白水社、1968年2月、25-28頁。
- 「仏訳『徒然草』抄」『ふらんす』第43巻第3号、白水社、1968年3月、9-13頁。
- 「奇妙な悪魔祓の連祷――ジョルジュ・ペレック著、海老坂武訳「眠る男」」『早稲田文学 〔第7次〕』第3巻第3号、早稲田文学会、1971年3月、116-118頁、NAID 40003931129。
- 「Autour du "fascisme"de Pierre Drieu La Rochelle--Pour Monsieur Vernois」『早稲田大学大学院文学研究科紀要 文学・芸術学編』第34号、早稲田大学大学院文学研究科、1988年1月、13-26頁、NAID 40004634692。
- 「Le Haiku et…ce qu'il n'est pas」『Saisons d'Alsace』第98号、1987年12月。
- 「Le Front populaire,”Vendredi” et “Sekai bunka”,”Doyobi”」『ヨーロッパ文学研究』第40号、早稲田大学文学部フランス文学研究室、1993年3月。

#### 翻訳
- クロード・シモン「小説・知覚・認識」『現代詩手帖』第13巻第6号、思潮社、1970年6月、16-32頁、NAID 40001114158。